# Colungo

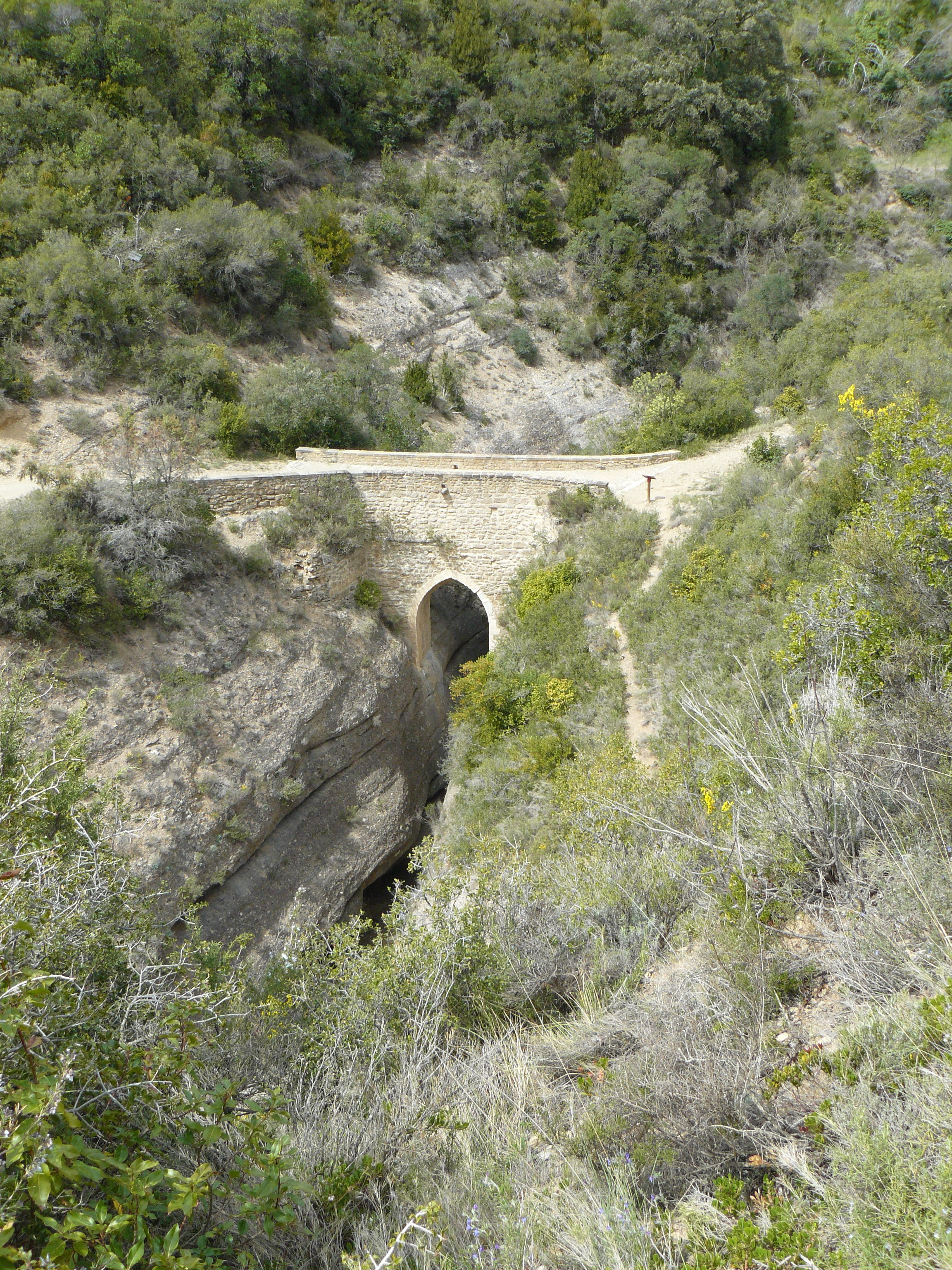
El «puente del diablo» que une Asque y Colungo.

Colungo es un municipio español de la comarca Somontano de Barbastro en la provincia de Huesca, declarado Bien de Interés Cultural. El casco urbano está situado entre los barrancos Palomera y Rebiñero a la izquierda del río Vero. Se encuentra a 50 km de Huesca y a 25 de Barbastro.
Parte de su término municipal está ocupado por el parque natural de la Sierra y los Cañones de Guara y forma parte del Parque Cultural del Río Vero.

## Núcleos asociados
- Asque

## Historia
- En 1275 el rey Jaime I de Aragón vendió Colungo a Artaldo de Huerto (HUICI-CABANES, Documentos, nº. 740).
- En 1295 era del rey, como aldea de Alquézar (Codoín, 39, p. 399).
- En 1309 era de Martín Ruiz (NAVARRO TOMÁS, Documentos Lingüísticos, nº. 92).
- El 1 de julio de 1398 el rey Martín I de Aragón confirmó la compra del castillo de Colungo que habían hecho los hombres de Alquézar, y lo incorporó a la Corona, lo mismo que Alquézar (SINUÉS, nº. 205).
- En 1845 se le unió Asque.

## Administración y política
| Período   | Alcalde                | Partido |  |
| --------- | ---------------------- | ------- |  |
| 1979-1983 | José Andreu Zamora     | UCD     |  |
| 1983-1987 |                        |         |  |
| 1987-1991 |                        |         |  |
| 1991-1995 |                        |         |  |
| 1995-1999 |                        |         |  |
| 1999-2003 | Dionisio Albás Andreu  | PSOE    |  |
| 2003-2007 | Jorge Rubiella Coronas | PSOE    |  |
| 2007-2011 |                        | PSOE    |  |
| 2011-2015 | Antonio Lacasa Andreu  | PSOE    |  |
| 2015-2019 | Antonio Lacasa Andreu  | PSOE    |  |

| Partido político    | Partido político                                   | 2003   | 2007   | 2011   | 2015   |
| Partido político    | Partido político                                   | Ediles | Ediles | Ediles | Ediles |
|                     | Partido de los Socialistas de Aragón (PSOE-Aragón) | 3      | 4      | 4      | 5      |
|                     | Partido Aragonés (PAR)                             | —      | 1      | —      | —      |
|                     | Chunta Aragonesista (CHA)                          | 2      | 1      | —      | —      |
| Total de concejales | Total de concejales                                | 5      | 5      | 5      | 5      |

## Demografía
Colungo cuenta con una población de 132 habitantes (INE 2024).
| Gráfica de evolución demográfica de Colungo entre 1842 y 2021 |
| |
| Población de derecho según los censos de población del INE Población de hecho según los censos de población del INEEntre el censo de 1857 y el anterior, crece el término del municipio porque incorpora a Asque |

## Monumentos
- Iglesia parroquial dedicada a San Esteban Protomártir (gótico aragonés).
- Ermita de Santa Eulalia
- Casa Notario, Casa Broto (siglo xvi)
- Casa Avellanas del (siglo xvii)
- Puente románico
- Mesón de Colungo

## Cultura
- Arte rupestre del río Vero en cuevas y abrigos. Con el conjunto del Arte rupestre del arco mediterráneo de la península ibérica declarado Patrimonio de la Humanidad por la UNESCO en el año 1998.[9]
- Gigantesco olivo de edad milenaria llamado Demba de Nadal u Olivera de Nadal (incluido en el Censo de Árboles Monumentales de Aragón).[10]
- En el año 2006 se funda la Asociación cultural O portal d'a Cunarda.

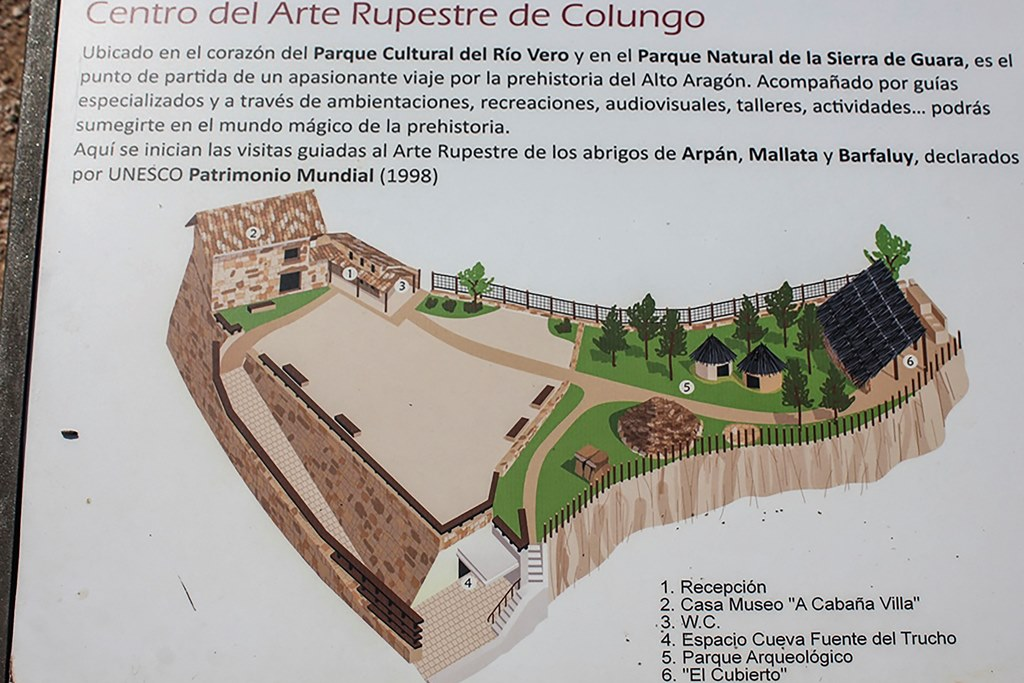
Esbozo del centro de Arte Rupestre del río Vero

## Centro de Arte Rupestre del río Vero
El Centro de Arte Rupestre del río Vero es un centro de interpretación introduciendo de manera didáctica a través de audiovisuales y reproducciones en los modos de vida, tecnología y manifestaciones artísticas de los pobladores prehistóricos del Parque Cultural del Río Vero.
Se compone de tres espacios:
- La casa museo A cabaña de Villa acogiendo la recepción de visitantes y salas expositivos sobre el arte rupestre.
- El espacio Cueva Fuente del Trucho con una reproducción de esta cueva del Paleolítico Superior.
- Un parque arqueológico al aire libre con reproducciones de cabañas y construcciones funerarias neolíticas.

El centro organiza visitas guiadas a los sitios de arte rupestre del río Vero.

## Gastronomía
En Colungo podemos adquirir licores de café y de té, de 30° y 22° respectivamente, obtenidos a partir de la condensación y precipitación del vino, sometido a una temperatura de ebullición constante, y vigilada en los alambiques.
El vino se elabora por el método tradicional, que comienza con el pisado para obtener el mosto, el prensado con raras prensas de madera y la fermentación en grandes cubas de maderas de roble.

## Deportes
- Barranquismo, senderismo, frontenis, escalada y BTT.

## Fiestas
- Día 12 de febrero en honor a Santa Eulalia
- Día 12 de octubre En honor a Nuestra Señora del Pilar